# Masanori Sanada
Masanori Sanada (6. marts 1968 - 6. september 2011) var en japansk fodboldspiller. Han var en del af den japanske trup ved AFC Asian Cup 1988.